# Egyed Leó
Egyed Leó (? – Pozsony, 1703. október 26.) ferences rendi pap.

## Élete
Szentpéteri származású; tanulmányait végezve, 24 éves korában 1675-ben a rendbe lépett és 1679-ben miséspappá fölszenteltetett Nagyszombatban. Több helyen tanította a bölcseletet és egyúttal több rendházban (1681–1696.) hitszónok volt, 1698-ban a Sennyei-családnál volt házi káplán. Később visszatért előbbi hivatásához, s mint hitszónok hunyt el.

## Munkái
Kézirati munkái: Tractatus de Chria eusque partibus, item de copia verborum et sententiarum, de Metaphoris, Periodis, earumque dilatione; Contiones